# Sole cuore amore
Sole cuore amore è un film del 2016 diretto da Daniele Vicari.
È stato presentato alla Festa del Cinema di Roma 2016. Ambientato a Roma, vede come attori protagonisti Isabella Ragonese, Eva Grieco e Francesco Montanari.
Ispirato a una storia vera, seppure non accreditata nei titoli di coda del film, che ha avuto come triste protagonista Isabella Viola, una donna di trentaquattro anni di Torvaianica.

## Distribuzione
Il film è stato distribuito nelle sale cinematografiche il 4 maggio 2017.

## Trama
Ogni mattina Eli si sveglia prima che faccia giorno e affronta una traversata di due ore a bordo di pullman, metropolitane e autobus per raggiungere il posto di lavoro. Fa la barista in zona Tuscolana a Roma, ci sa fare con i clienti che apprezzano le sue crostatine fatte a mano, e ci mette del suo per rendere un incarico malpagato (in nero) qualcosa di vitale e gratificante. Del resto, con quattro figli da mantenere e un marito che ha voglia di lavorare ma nessuno che gli dia un incarico serio, c'è poco da fare la difficile: dunque Eli sopporta l'ignavo padrone del bar e la sua moglie maleducata, e sogna un futuro più semplice e più stabile. Vale è una performer che usa la danza moderna per esprimere la propria combattività, la stessa che la spinge a difendere la sua partner da un "impresario" violento e a litigare con la madre, borghesuccia col tubino nero e i pareri non richiesti. Eli e Vale sono amiche da sempre, anzi, "sorelle", hanno in comune l'amore per il ballo, che Eli ha accantonato per tirare su famiglia, e il desiderio di non soccombere alla quotidianità. Una battaglia che richiede generosità e fatica: ma di fatica si può anche morire, in un presente in cui la frustrazione implode senza trovare un riscatto sociale.

## Riconoscimenti
- 2018 - David di Donatello
  - Candidatura per la Migliore attrice protagonista a Isabella Ragonese
- 2017 - Nastro d'argento
  - Candidatura per la Migliore attrice protagonista a Isabella Ragonese
  - Candidatura per il Migliore sonoro in presa diretta a Remo Ugolinelli e Alessandro Palmerini
  - Candidatura per la Migliore colonna sonora a Stefano Di Battista
- 2017 - Globo d'oro
  - Candidatura a Miglior musica a Stefano Di Battista
- 2017 - Bari International Film Festival
  - Premio Alberto Sordi per il Miglior attore non protagonista a Francesco Acquaroli